# 西浦智仁
西浦智仁（日语：西浦 智仁），日本作曲家，音效總監，主要創作電子遊戲音樂。他主要為Level-5開發的電子遊戲創作音樂。
他已為Level-5創作多部遊戲音樂，包括雷頓教授系列全部作品，以及2009年動畫電影《雷頓教授與永遠的歌姬》的音樂。

## 作品
- 暗云（2000）
- 暗云编年史（2002）
- 侠盗银河（2005）
- 雷顿教授与不可思议城镇（2007）
- 雷顿教授与恶魔之箱（2007）
- 雷顿教授与最后的时间旅行（2008）
- 雷顿教授与魔神之笛（2009）
- 雷顿教授与永远的歌姬（2009）
- 雷顿教授与奇迹假面（2011）
- 雷顿教授vs逆转裁判（2012）
- 雷顿教授与超文明A的遗产（2013）